# Kaula al-Yahudi

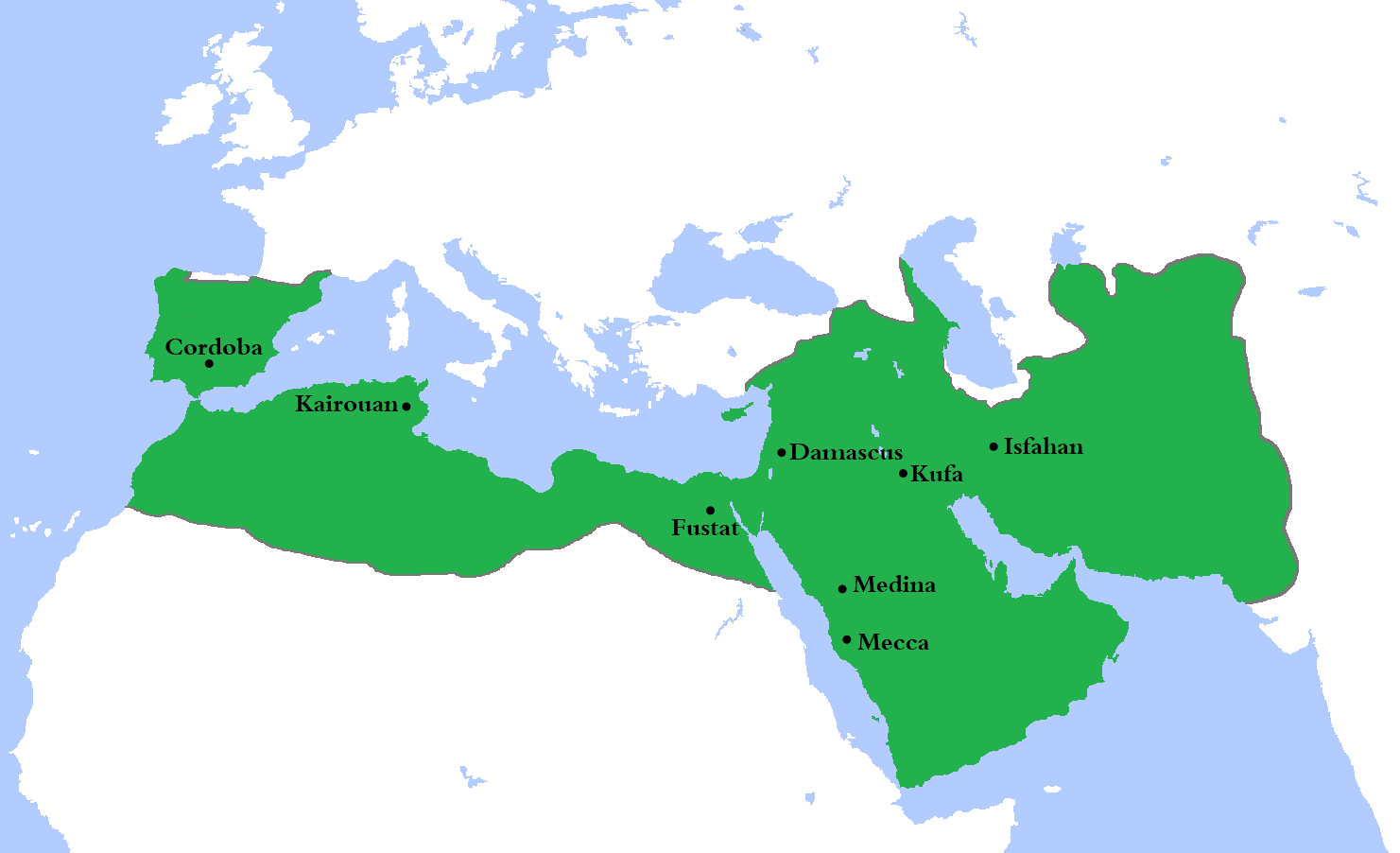
Califado Omíada (661 – 750)

Kaula al-Yahudi (685 - 718), foi um general judeu nomeado por Tárique ibne Ziade, durante a invasão muçulmana da Península Ibérica (expansão muçulmana), iniciada após a morte de Maomé, que atingiu Alandalus no início do século VIII.

## Biografia
Em 711, Kaula Liderou os judeus sefarditas contra o Rei Roderico, o último dos reis visigodos, na batalha do Rio Barbate (Batalha de Guadalete) perto de Xeres de la Frontera. Os judeus apoiaram-no em várias batalhas. Depois que cada uma das cidades sob domínio visigodo foi conquistada (Córdoba, Granada, Málaga), os judeus receberam várias posições de salvaguarda dos interesses muçulmanos.
O fim do domínio visigótico na Espanha marcou o início de 150 anos de paz. Assim começou o que ficou conhecido como a Idade de Ouro da Espanha, e que se estenderia por vários séculos, até à Reconquista Cristã. O califado ibérico era independente de Bagdá e encorajou o florescimento da cultura hispano-judaica ao mesmo tempo em que estava sendo suprimido pelo califado de Bagdá.
Kaula al-Yahudi Lutou valentemente contra Xerez e contra os visigodos à frente de seu exército de judeus e berberes, e ocupou uma parte da Catalunha. Ele se levantou contra o tirânico Alhor ibne Abderramão Atacafi, governador da Espanha. Alhor atacou-o com um exército superior e obrigou-o a recuar em direção a Lérida. Lá ele foi derrotado, levado e executado (em 718). 